# Arrington, Virginia
Arrington är en ort i Nelson County, Virginia, USA.